# Anwan Glover

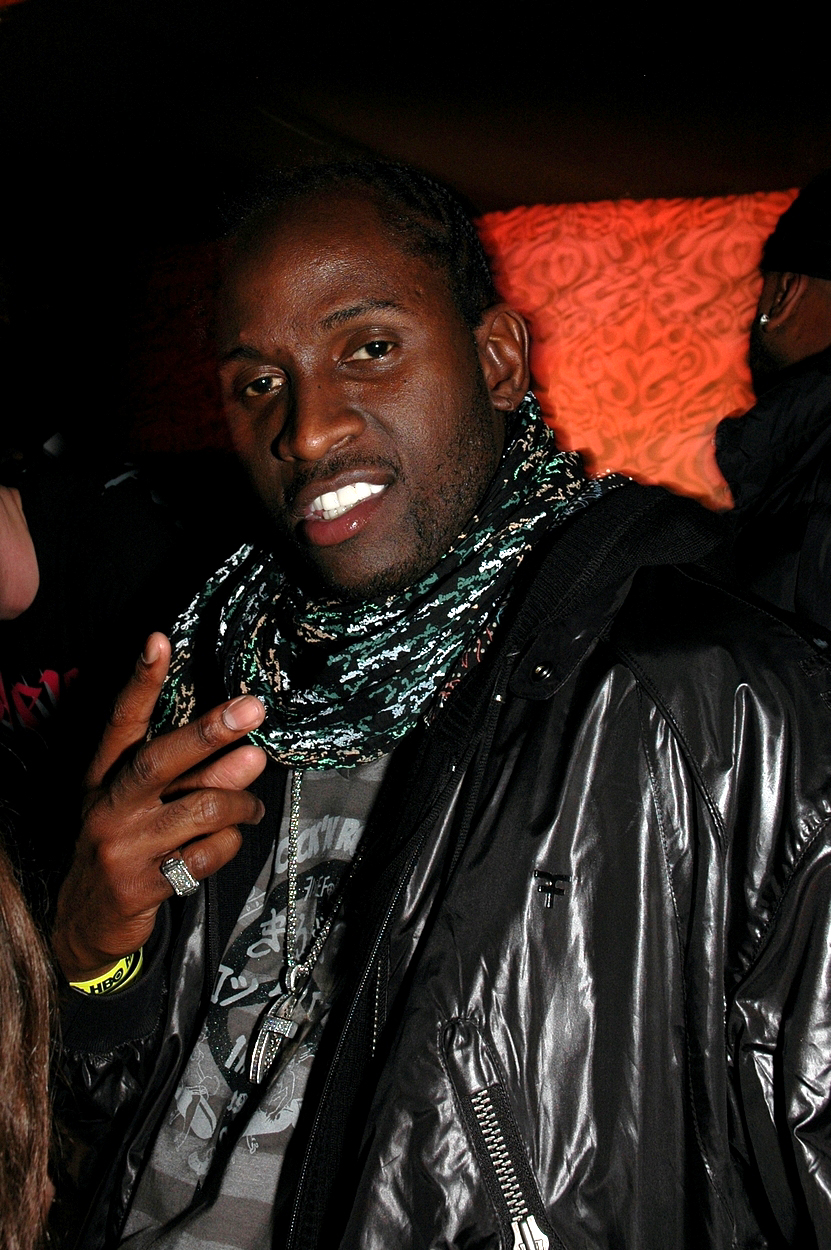
Anwan Glover (2008)

Ralph Anwan Glover (* 5. Mai 1975 in Washington, D.C.) ist ein US-amerikanischer Musiker und Fernseh- und Filmschauspieler. 

## Musik- und Filmkarriere
Als Teenager gründete der 1975 in Washington, D.C. geborene Anwan Glover im Jahr 1992 in seiner Geburtsstadt die "BackYard Band" kurz BYB, die Go-go spielte. Sein Debüt als Schauspieler gab Glover 2003 als Slim Charles in der HBO-Fernsehserie The Wire. Es folgten Gastauftritte in Law & Order: Special Victims Unit und American Gangster. Glover wirkte an verschiedene Musikvideos mit, so zu Dem Boyz von Boyz n da Hood und zu dem Musikvideo zum Lied Chillin des Rappers Wale und Lady Gaga, das am 2. Juni 2009 auf dem YouTube-Kanal von Interscope veröffentlicht wurde. 2010 spielte er in drei Episoden der ersten Staffel der HBO-Fernsehserie Treme einen Killer namens Keevon White. Zwischen 2013 und 2015 war er in Nebenrollen in den Filmen 12 Years a Slave, 68 Square Miles und Desiree zu sehen. In der Serie The Deuce spielt er seit 2017 Leon. Glover moderiert auf 93,9 WKYS-FM Radio in der Metropolregion Washington eine nächtliche Radiosendung.

## Privates
Im Jahr 2004 hätte Glovers Filmkarriere fast geendet, als er wegen illegalen Waffenbesitzes verhaftet und zu einer Bewährungsstrafe verurteilt wurde. 
Am 26. August 2007 wurde Glovers Bruder Tayon in Columbia Heights erschossen.
Am 3. August 2014 erlitt Glover in einem Nachtclub eine Stichverletzung, die jedoch nicht lebensbedrohlich war.

## Filmografie
- 2003: Divided City
- 2003–2008: The Wire (Fernsehserie)
- 2007: Law & Order: Special Victims Unit (Fernsehserie)
- 2008: American Gangster (Fernsehserie)
- 2009: Misunderstandings
- 2010: Treme (Fernsehserie)
- 2011: Queen of Media
- 2012: Dead Money
- 2012: LUV
- 2013: Elementary (Fernsehserie)
- 2013: 12 Years a Slave
- 2014: 68 Square Miles
- 2015: Desiree
- 2015: Unsung (Fernsehserie)
- 2015: Scream Queens (Fernsehserie)
- 2017–2019: The Deuce (Fernsehserie, 17 Folgen)
- 2018: Prospect